# Fernando Valverde
Fernando Valverde (Granada, 1980) è un poeta e filologo spagnolo.
È uno dei più importanti poeti contemporanei di lingua spagnola. È stato il primo autore sotto i trent'anni a pubblicare due libri con la prestigiosa casa editrice Visor.
Le sue opere più importanti sono: Vento a favore (Viento favorable), Ragioni per fuggire da una fredda città (Razones para hiur de una ciutad con frio) e Gli occhi del pellicano (Los ojos del pelícano). Ha ottenuto importanti riconoscimenti come il premio Emilio Alarcos del Principado de Asturias, il Fray Luis de Leon e il Federico Garcia Lorca.
Accademico laureato in filologia romanza, specializzato in filologia ispanica, i suoi libri sono stati pubblicati in Spagna, Italia, Messico, Colombia, Nicaragua, El Salvador, Perù, Costarica, Cile e Argentina.
Dirige il Festival Internazionale della Poesia di Granada ed è giornalista per la pagina culturale del quotidiano El País. Le sue opere sono state tradotte in svariate lingue.